# The Very Best of Era
| Recensione | Giudizio |
| ---------- | -------- |
| AllMusic   | [ 2 ]    |

The Very Best of Era è la seconda raccolta del gruppo new age francese Era, pubblicata il 10 febbraio 2005. Molto più conosciuta della raccolta precedente The Legend, è un doppio CD, in cui il primo disco raccoglie 16 brani di grande successo (tra cui l'inedito I Believe), e il secondo è il DVD The Complete Era Video Collection, contenente tutti i video ufficiali.

## Tracce

### CD audio
1. Ameno (remix) – 3:49
2. Don't Go Away – 4:23
3. The Mass – 3:41
4. Mother (remix) – 4:11
5. Misere Mani – 4:06
6. Avemano (orchestrale) – 4:21
7. Looking for Something – 4:09
8. Don't U – 2:58
9. Enae volare – 3:35
10. Cathar Rhythm – 3:20
11. Divano – 3:55
12. Don't You Forget – 3:41
13. Hymne – 4:55
14. Sentence – 4:52
15. I Believe – 4:24
16. Looking for Something (Darren Tate Mix Edit) – 3:18

### DVD -The Complete Era Video Collection
1. Misere Mani – 4:00
2. Mother – 4:09
3. The Mass – 3:33
4. Looking For Something – 3:19
5. Ameno – 3:39
6. Infanati – 3:36
7. Enae Volare Mezzo – 3:16
8. Divano – 3:38
9. Looking For Something – 3:18

## Classifiche
| Classifica | Posizione massima |
| ---------- | ----------------- |
| Portogallo | 15                |
| Norvegia   | 2                 |
| Svezia     | 11                |
| Svizzera   | 13                |